# Noetepelmen
Noetepelmen (Russisch: Нутэпэльмен, soms ook Нутепельмен) is een plaats (selo) en selskoje poselenieje in het district Ioeltinski van de Russische autonome okroeg Tsjoekotka, gelegen aan het einde van een schiereiland tussen de Pynopelgynlagune in het westen en de Rypatynopelgynlagune in het oosten, aan zuidwestzijde van de Straat Sergiev van de Tsjoektsjenzee. De plaats telde begin 21e eeuw ongeveer 135 inwoners, voornamelijk Tsjoektsjen. In het dorp is een berenpatrouille actief.
Schuin tegenover de plaats ligt in het noordoosten, aan de andere zijde van de Straat Sergiev, het eiland Koljoetsjin.
Ten oosten van de plaats bevindt zich een stenen cirkel uit de tijd tussen 1727 en 1747, toen de Tsjoektsjen hier en elders vochten tegen de Kozakken en soldaten van de beruchte Dmitri Pavloetski. Aldaar bevinden zich skeletten van mensen die hier overleden tijdens de strijd en in het Tsjoektsjische volksgeloof worden deze plek (en andere plekken waar strijd werd geleverd) beschouwd als vervloekt. Aan de oostkust van de Koljoetsjinbaai verder oostelijk bevinden zich de overblijfselen van het Inuitdorpje Anajan (in de jaren 1950 werden de inwoners verplaatst naar Nesjkan).

## Vervoer
De dichtstbijzijnde nederzettingen aan de kust zijn de soortgelijke nederzetting Vankarem 60 kilometer noordwestelijker en Nesjkan 110 kilometer zuidoostelijker. 250 kilometer noordwestelijker ligt Mys Sjmidta en aan zuidoostzijde liggen verderop de plaatsen Enoermino (160 km), Tsjegitoen (210 km), Intsjo-oen - 265 km) en Oeëlen (290 km). Noetepelmen heeft geen wegverbindingen en is daardoor alleen bereikbaar per boot of per helikopter. Op 15 mei 1993 stortte een Mi-8 neer bij de plaats, waarbij 8 mensen omkwamen (waaronder etnografe Galina Gratsjeva) en waarbij 11 (de rest van de inzittenden) gewond raakten.
Bestuurlijk centrum: Egvekinot

Amgoeëma · Billings · Ioeltin(†) · Konergino · Leningradski(†) · Mys Sjmidta · Noetepelmen · Oeëlkal · Oesjakovskoje(†) · Ozjorny · Poljarny(†) · Ryrkajpi · Vankarem · Vostotsjny(†)